# 唐華
唐華 （1964年—），中華民國海軍二級上將，現任海軍司令，曾任副參謀總長、海軍副司令、海軍艦指部代理指揮官、國防大學副校長兼戰院院長、海軍教準部指揮官、參謀本部作計室助次、海軍司令部計畫處處長、海軍124艦隊長、海軍261戰隊長、海軍2011年敦睦艦隊支隊長，畢業於海軍官校1986年班（75年班）。2011年1月1日晉升少將、2017年7月1日晉升中將、2023年5月1日晉升二級上將。

## 荣誉

### 中华民国勋章奖章
- 四等云麾勋章（2022年7月1日于台北博爱营区颁授[6]）
- 四等宝鼎勋章（2024年5月15日于台北总统府颁授[7])